# 王靖超
王靖超（Wang Jingchao，1988年7月13日—），是一位中國出生的棒球選手，曾經效力過日本中央聯盟橫濱灣星隊育成選手，2011年回歸原來球隊中國天津雄獅隊,。

## 經歷
王靖超是中國棒球聯賽（CBL）天津雄獅裡被受期待的新人選手之一,主要專攻遊擊手位置。
在2006年世界棒球經典賽以大會最年輕17歲的年紀參賽。同年更在中國棒球賽裡拿下最佳新人獎。
2008年更是拿下最多盜壘以及最多得分的記録、2008年亞洲職棒大賽出賽。12月2日和同為天津雄獅隊的陳瑋因和橫濱灣星有著棒球交流活動利用日本職棒的育成選手制度以簽約金50萬、年薪240萬達成合約。同時和陳瑋成為橫濱灣星球團首次擁有中國出身的球員。
2009年參加2009年世界棒球經典賽代表中國隊出賽。
在橫濱灣星二軍湘南海王出賽3場比賽。分別防守一壘及二壘位置、共敲出2支安打的記録。在正式比賽的機會很少、有機會參加日本職棒教育聯盟的未來之星一隊。
2010年12月2日戰力外宣告，結束橫濱灣星隊育成合約回歸原來球隊天津雄獅。

## 背號
- 114 （2009年 - 2010年）